# ヒロミ
ヒロミ（1965年〈昭和40年〉2月13日 - ）は、日本のお笑いタレント、司会者、実業家、レーサー、YouTuber。株式会社「ビィー・カンパニー」代表取締役社長。トレーニングジム「スタジオ51.5」代表。オンラインショップ「ハチオウジ工務店」社長。「芸能文化人ガンクラブ」会長。八王子会代表。お笑いトリオ「B21スペシャル」のリーダーであり、関東を代表するお笑い第三世代。

## 概要
本名は小園 浩己（こぞの ひろみ）。東京都八王子市出身。プロダクション人力舎への所属を経て、ビィーカンパニーを設立。マネジメント業務は田辺エージェンシーが担当した後、2008年からはプロダクションノータイトル。妻は松本伊代。長男は小園凌央。八王子出身の芸能人で構成する八王子会の代表。2021年11月10日より工機ホールディングスジャパン株式会社（旧日立工機）のCCO（最高商務責任者（Chief Communication Officer））を務める。

## 来歴
実家は工務店を営んでいた。少年時代は照れ屋でおとなしく優しい性格だったが、兄が不良だったこともあり、中高校生当時は暴走族「八王子スペクター」の一員となり、八王子を拠点に活動していた。しかし18歳の夏に友人2人を乗せた自動車で大事故を起こした結果、内臓破裂による一時重体で生死の境をさまよう。この時、医者から家族にも「諦めてください」と伝えられたが、内臓（脾臓）を1つ摘出する長時間の難手術の末に一命を取り留める。このことから母親に「あなたは長生きできないかもしれないから、好きなことをしなさい」と言われ自身も「好きなことをしよう」と、入院中にバラエティ番組を見て、自分でもやれると確信し、お笑い芸人になることを決意。
1985年、お笑い芸人になるために、都内のホストクラブに勤務していたヒロミは、同僚の中からルックスの良いアイドル志望の伊東努（デビット伊東）と、ミュージカル役者&ダンサー志望だった三宅康敏（ミスターちん）に声を掛け、必死で彼らを口説き落としてお笑いの道に引き込む。こうして1986年、コントグループB21スペシャルを結成。オシャレ感のない当時の若手芸人らとの区別をするため、衣装はDCブランドにしようというのはヒロミの発案であった。
その後、アルバイト先の新宿のショーパブの客から、ビートたけしと星セントを紹介された。敢えて尊敬するビートたけしではなく星セントを選び師事。その理由は「この3人で勝負したかったから」だという。最初の新宿のショーパブから、当時最も人気が高く、事務所やテレビ関係者が訪れていた六本木のショーパブ「バナナパワー」に移籍後に評判となった。店のスタッフがグッズを製作するなど、他の出演芸人が羨むほどのバックアップを受け（浅草キッド談）、新人ライブで勝ち抜いて名を馳せて行く。本格的にテレビ界へ進出すべく、横山やすしが司会を担当していた演芸番組『ザ・テレビ演芸』（テレビ朝日）に出演。「飛び出せ笑いのニュースター10週勝ち抜きシリーズ」にて10週連続で勝ち抜き、第4代目チャンピオンを獲得した。最終週で披露したネタ「六本木ステーション」は、審査員を担当していた糸井重里に「ネタだけなら今売れている芸人の誰にも負けない」と言わしめる。結果的に、下積み時代がほとんど無く、B21スペシャルはアイドルのような見た目とテンポの良いコントで評価され、視聴者に広がった。ヒロミ自身、一度死にかけた経験からか怖いもの知らずであったことから、先輩にも毒舌を繰り出し、強気のツッコミを武器にテレビの世界で人気を博す。
さらに1988年頃から巻き起こったお笑い第三世代ブームに乗り、一躍、西のダウンタウン、東のウッチャンナンチャンと並ぶ人気お笑いグループとなった。当時、ダウンタウン・ウンナン・B21の3組の持ち回りでレギュラーの入れ替えが行われる番組が多くあった。1990年にゴールデン・アロー賞芸能新人賞を受賞した。同年、歌手としてテイチクレコードから『お世話になりました』をリリース。1991年『ふざけろ!』で映画主演デビューも果たす。
この頃、すでに多くのレギュラー番組や冠番組を抱え、飛ぶ鳥を落とす勢いのヒロミたちであったが、1991年9月放送の自身のバラエティ番組『1or8』（フジテレビ）にて、大量のロケット花火を背負って宇宙へ行こうという企画「ヒロミ宇宙へ」に挑戦した際、僅かに浮き上がるも、熱傷深度III度の大火傷を負って入院し、またも生死を彷徨うことになる。この事故の影響で、番組も打ち切りとなったが、懸命のリハビリの末に復帰した。この時に支えてくれたのが木梨憲武（とんねるず）や藤井フミヤであった。
1992年、デビュー時から所属してきた人力舎から独立。ヒロミを代表取締役とした個人事務所「ビィーカンパニー」を設立。マネジメント業務は田辺エージェンシーが担当した。この頃、ヒロミがメンバーと社員の給与を払うため、これまで断ってきたピン芸人としての仕事も引き受けるようになり、番組の司会者への抜擢が多くなる。
1993年11月12日、『流行笑会』で共演し、交際していた松本伊代と結婚。なお、この披露宴での引き出物はまな板だった。1995年には第一子小園凌央が誕生した。
2004年7月24日から25日にかけて放送された『FNS27時間テレビ』のコーナー「生・笑わず嫌い王決定戦」で、10数年ぶりにB21スペシャルとして復活しコントを披露した。しかしこれと同時期にごく一部のゲスト出演などを除いて芸能界から姿を消す。この大きな理由としては親友だった吉野晃章の病死でショックを受けたことを挙げている。芸能界から離れたヒロミは、加圧トレーニングジムや岩盤浴の経営などに従事。芸能活動休止までの間は天狗になっていたが、経営者として仕事をするうちに、ヒロミは優しさや労いの気持ちを持つようになった。2014年以降、テレビバラエティに本格復帰。前年9月に東京オリンピックの開催決定した事が転機になったと語っている。また、休業中も連絡を取っていた中居正広から「いい加減にテレビ出たらどうですか?」と復帰を勧められていたことも関係しており、復帰直後からの節目で共演している。

## 人物・芸風
- 若手時代から、MCの番組や冠番組を任されており、現在でも司会者として多くの番組を持っている。お笑い第三世代ブーム時に関東の代表的な芸人の1人。芸風は先輩芸人やタレントにもタメ口や呼び捨て、愛称、ちゃん付け[注 1] などの尊大かつ上下関係や礼儀を一切考慮しないように接する芸風が特徴[注 2]。大物にも容赦ない言動で強烈なツッコミを行うスタイルで注目を浴びた。芸能活動再開後、持ち前のトーク力と毒舌の中に優しさ、後輩たちへの男気がある芸風となっている。
- 芸能界では、木梨憲武や藤井フミヤとは公私ともに家族ぐるみで非常に仲が良く「憲ちゃん」、「フミ」と呼ぶ程である。互い親友や親戚と語っている。
- ジャニーズの番組もMCを担当していた事もあり、『8時だJ』（テレビ朝日）で共演した滝沢秀明（元ジャニーズアイランド社長）からは「棟梁」と慕われ、元SMAPの中居正広や松岡昌宏（TOKIO）などもヒロミの喋り方やトークを真似しており、「兄貴」や「師匠」と呼び、最も憧れた存在にヒロミを挙げている。AKB48にも携わっており秋元康とも仲が良い。八王子出身者からも慕われ、八王子会を定期的に開催している。
- 非常に多趣味として有名であり、射撃、DIYやアウトドア、ゴルフ、マリンスポーツ、レーシングドライバー、バイクなど。所持ライセンスは多く、小型2級船舶、特殊船舶免許、カリフォルニア州自動車免許、銃所持許可証、大型自動二輪、スカイダイビング2級ライセンス、スノーボード検定2級、スキューバーダイビングオープンウォーター、ライフセーバーライセンスと多彩。火傷事件のリハビリのために始めたものが多いことは知られていない。
- 愛妻家として有名である。
- 子役や新人タレントなどには親切であり、芸能界にデビューしたてだった水野裕子は初レギュラーだった番組で世話になったことから、恩人としている。鈴木紗理奈はデビュー当時、誰も知らない自分にネタを振ってもらい、大恩人と語っている。木村卓寛（天津）が仕事が無いと困っていた所、専属運転手として雇って、番組に呼んだりもしている。
- 元暴走族（八王子スペクターに所属していた）で、本人も過去の出来事を話すなど、それをよくネタにしている。恐喝などの話をネタにすることが多かった[22]。同じ時期に活動していたブラックエンペラーの宇梶剛士が芸能界入りしたことに非常に驚いたと語っている。詳細は彼のリンクを参照。

### 事業活動
溶岩浴と加圧トレーニングジムを経営している。年収は3億円とも言われ、タレント全盛期時代より稼いでいるとの話もあったが、司会者当時の月収は6000万と言われており、これには及ばない。また、アパレル事業（ハチオウジ工務店）などのビジネスを展開しているほか、様々なコラボ商品も販売している。

### YouTube活動
2019年12月2日に『Hiromi factory チャンネル』を開設し、YouTubeでの活動を開始。主に趣味、バラエティ、ライフスタイル、家族らとの交流などの動画を発信しており、中高年の男性から絶大な支持を受けている。

### 歌手活動
B21スペシャルとして、井上順「お世話になりました」のユーロビートアレンジ（サウンドプロデューサー/アレンジは崎谷健次郎）のカバーでデビュー。また「1or8」のエンディングで、「ダウンタウンウンナンバンド」名義でザ・モップス「たどり着いたらいつも雨降り」→田原俊彦「哀愁でいと」→Wink「愛が止まらない」をカバーしている。
- 『前略ヒロミ様』内でX-GUNの西尾季隆らと結成したバンド、「フライングオイスターズ」でライブを行い、CD『振り向け』（作詞：阿木燿子、作曲：宇崎竜童）をリリース。
- 『輝け!ソングラ天国』で出会ったザ・茶番とのコラボレーションでのCD『ビンテージ』をリリース。続くセカンドシングル『イッテコイノチャラ』はカバーイラストを手がける。
- 『apa 大人の遊び方』内で仲間（小島嵩弘ら）とバンドを結成し、自作曲（主に詩を担当）を披露し、ライブハウスON AIR WEST（現O-WEST）でライブも行った。
- 藤井フミヤ＆憲武とヒロミ「友よ」（2015年6月3日、フジメロ配信） - フジテレビ「ノリタケ・フミヤ・ヒロミが行く! キャンピングカー合宿〜出会い・ふれあい・幸せ旅〜」番組テーマソング
- ヒロミと八王子会「八王子のうた」（2022年3月16日、ビクターエンタテインメント配信、作詞：ヒロミ・はなわ、作曲：はなわ、サウンドプロデュース：小林俊太郎）
  - 児嶋一哉（アンジャッシュ）、菊地英昭・菊地英二（THE YELLOW MONKEY）、ファンキー加藤、マキシマム ザ ホルモン、高橋みなみ、はなわ、LITTLE（KICK THE CAN CREW）が参加

### 受賞歴
- 2015年、第28回小学館・DIMEトレンド大賞「特別賞」[24]
- 2015年、「リカベニストアワード2015」受賞[25]

### レーシングドライバーとして
- レーシングドライバーの経験もあり、スーパー耐久、SUPER GTなど、主にツーリングカーレースを主体に活動していた。
- 2001年、ネッツカップ・アルテッツァシリーズに参戦した2002年、脇阪寿一と脇阪薫一と共にスーパー耐久にオーナー兼任で参戦している[26]。
- 2003年、GC-21に参戦した[27]。
- 2004年には、保阪尚希、岩城滉一らとレーシングチーム（フィールズレーシングチーム）を結成。
- 全日本GT選手権（JGTC、現SUPER GT）には、2004年はチーム外国屋から参戦したが、予選の基準タイムを通過出来ない時もあり、本戦でのリタイアも多く、ポイントを獲得できなかった。2年後の2006年にもジムゲイナーレーシングから再び参戦したが、フル参戦しているチームとしては唯一、ノーポイント（入賞なし）でシーズンを終える。
- 2005D1GPお台場エキシビジョンマッチにゲストとして審査員を務めた。本人もD1に興味を持って密かに練習し、レース関係者を集めたORCオールスタードリフトドリームマッチに毎年参戦していた。
- 2007年以後はしばらくレース活動を控えていたが、2013年には哀川翔率いる「FLEX FEDERAL SHOW AIKAWA Racing」からアジアクロスカントリーラリーに参戦し、久々にレース活動を再開した。同ラリーでは途中、トラブルやガス欠によるビバークに遭いながらも、総合14位で完走した[28]。

## エピソード
- B21スペシャルでデビュー当時、横山やすし司会の『ザ・テレビ演芸』にてコントを披露し、関西弁を少しバカにするようなツッコミを入れた際、横山からネタ中に乱入され「なめとんか！」と蹴られたものの、ヒロミは「この人、何なんだろう」と当惑。アドリブで「おじさん、ちょっとそっち座ってな」と言ってコントを続行しようとしたところ、「お前いい根性しとる」「お前、おもろい」と気に入られた。そこから10週勝ち抜き、審査員が選ぶ前にその前にやすしが『お前の勝ちや』と言い、それで勝利が決まっていた。その後も、やすしから気に入られ、食事を奢られる程。
- 八王子出身者から慕われており、八王子会の代表を務めている。メンバーはフワちゃん、ROLAND、児嶋一哉（アンジャッシュ）、菊地英昭・英二兄弟（THE YELLOW MONKEY）、ファンキー加藤（FUNKY MONKEY BΛBY'S）、マキシマム ザ ホルモンの4人、高橋みなみなどがいる。基本的に芸能界に八王子出身者なら誰でも入れるので、正確な入会者は不明だが、この他にもメンバーはまだまだいるとの事。しかし、渡部建（アンジャッシュ）は入会拒否されており、その後に渡部の不倫騒動が発覚し、予言していたのではないかと噂が広まった。またヒロミの妹が渡部の相方・児嶋一哉と同級生である縁でヒロミに弟子入りを頼んだが、弟子は取っていなかったため、当時ヒロミが所属していた人力舎の養成所が設立されるとの事で、養成所を勧め紹介した。
- 20代前半から木梨憲武と藤井フミヤとは、家族ぐるみで非常に仲が良く、「親友」「親戚」と語っており、3人の番組もやっていた。
- 父親は鹿児島県出身であり、浜田雅功（ダウンタウン）の父親と同級生であった[29]。鹿児島で父親同士が同窓会のために帰郷した際、その会合の席で家族の話題を出したときに互いの息子が芸能界で活動していることが判明したという[29]。
- 同じ第三世代としてダウンタウンやウッチャンナンチャンなど、不仲説など囁かれたが、実際には浜田雅功や内村光良などと一緒にゴルフや食事などよく行っていた。浜田とは2人で司会の番組などもある。誕生日が出川哲朗と南原清隆と同じ2月13日である。
- TOKIOの松岡昌宏は自身のラジオ番組で、最も影響を受け、師匠と呼べる人はにヒロミを挙げている。『～なのよ』など、喋り方はヒロミに影響を受けている。10代の頃になりたいポジションの芸能人を考えた時、一番なりたかったポジションがヒロミであり、ヒロミの様な人になりたかったと語っている。中居正広もバラエティ番組で憧れの存在にヒロミを挙げている[30]。
- 当時、司会を務めていた『パラダイスGoGo!!』（フジテレビ）のコーナー「わくわくパンクカラオケ選手権」では、素人ゲストが観客席に飛び込み乱闘騒ぎになった際、これ以上は危ないと察知し、司会自らが乱入し、乱闘を止めた。
- B21の冠番組『1or8』内の企画「ヒロミ宇宙に行く」で背中に背負った大量のロケット花火の火花が下半身に当たって大火傷し、生死を彷徨い退院後の初めてのコメントは『地球は青かった』である。
- 芸能・文化人射撃愛好会『芸能文化人ガンクラブ』3代目会長。森繁久彌、三橋達也、三船敏郎が立ち上げ、初代会長は森繁久彌。2009年からは高木ブーが2代目会長を引き継いだが2019年に退任し顧問となり、2020年以降はヒロミが引き継いでいる。
- 12年ぶりにトーク場組『徹子の部屋』（テレビ朝日）に出演した際、過去に黒柳徹子に向けた毒舌を謝罪した。当時、クイズ番組の本番中にヒロミは「うるせえなババア」と発言し、黒柳は「私ね、テレビに出て初めて、クイズの隣にいらした方から、私は何も言わないのに『うるせえなババア』と言われてね。本当のババアにババアって言ってどうするって思った」と今では冗談混じりに語っている。
- 東大王の林輝幸の愛称「ジャスコ林」の名付け親でもある[31]。
- 八王子出身の政治家である萩生田光一とは懇意にしており、2020年にはテレビ番組にて萩生田の内閣入りを熱望した[32][33]。

## 出演

### テレビ番組

#### 現在の出演番組
レギュラー出演
- 坂上&指原のつぶれない店（2018年4月22日 - 、TBS）
- ヒューマングルメンタリー オモウマい店（2021年4月13日 - 、中京テレビ） - MC[34]
- DayDay.（2023年4月4日 - 、日本テレビ） - 火曜レギュラー
- キッチンカー大作戦!（2023年11月26日 - 、テレビ朝日） - MC
- オー!マイゴッド!私だけの神様、教えます（2024年4月20日 - 、日本テレビ） - MC[35]
- ザ・共通テン!（2024年10月18日 - 、フジテレビ） - MC
- タミ様のお告げ（2025年3月24日 - 、TBS）- MC
- 発掘!スタートアップ ヒロミのおはようミーティング（2025年5月4日 - 、フジテレビ）- MC

不定期出演
- 踊る!さんま御殿!!（1997年 - 、日本テレビ）
- 有吉ゼミ（2015年4月13日 - 、日本テレビ）
- ぐるぐるナインティナイン（日本テレビ）-「ダレダレコスプレショー」のコーナーにパネラーとして出演
- 嗚呼!!みんなの動物園（日本テレビ）
- 櫻井・有吉 THE夜会（TBS）

#### 過去の出演番組
レギュラー・準レギュラー番組
- 森田一義アワー 笑っていいとも!（1992年10月 - 1998年3月、フジテレビ） - 水曜レギュラー
  - 笑っていいとも!増刊号（1992年10月 - 1998年3月、フジテレビ）
- ボキャブラ天国シリーズ（1992年 - 1999年、フジテレビ）
  - タモリのボキャブラ天国（1992年10月14日 - 1993年9月22日） - パネラー（準レギュラー）
  - タモリのSuperボキャブラ天国 → タモリの超ボキャブラ天国（1994年4月13日 - 1997年3月19日） - パネラー
  - 新ボキャブラ天国 → 黄金ボキャブラ天国 → 家族そろってボキャブラ天国 → 続!ボキャブラ天国 → 歌うボキャブラ天国（1997年4月13日 - 1999年9月26日） - MC
- クイズ世界はSHOW by ショーバイ!!（1993年4月7日 - 1995年3月15日、日本テレビ） - 解答者（準レギュラー）
- さんまのナンでもダービー（1993年4月13日 - 1995年9月26日、テレビ朝日） - パネラー
- モグモグGOMBO（1993年4月17日 - 2003年9月27日、日本テレビ） - MC
- おしえて!ガリレオ（1993年10月 - 1994年3月20日、読売テレビ） - 解答者
- ビートたけしのつくり方（1993年10月14日 - 1994年3月17日、フジテレビ）
- チャレンジ大魔王（1993年10月16日 - 1994年3月19日、TBS）
- オールナイトフジ・リターンズ（1994年4月 - 9月、フジテレビ）
- TVおじゃマンモス（1994年4月3日 - 1998年3月29日、日本テレビ） - MC
- うたのなる木（1994年4月4日 - 1995年3月31日、NHK-BS2） - MC
- たけし・所のドラキュラが狙ってる（1994年8月21日 - 1995年3月26日、毎日放送）
- 出てこい!!ムーチャス（1994年10月17日 - 1995年1月30日、読売テレビ） - MC
- TVダイジェスト（1994年10月23日 - 1995年3月19日、テレビ朝日） - MC
- 小園総研（1995年4月7日 - 1996年3月29日、中京テレビ） - MC・冠番組
- クイズ21! ジャックをねらえ（1995年4月21日 - 9月24日、テレビ朝日） - ディーラー
- はなきんデータH（1995年4月21日 - 1996年3月22日 テレビ朝日） - MC
- 関口・邦子のびっくりトーク ハトがでますよ!（1995年7月 - 9月、日本テレビ）
- 最大公約ショー（1995年7月6日 - 1996年3月7日、毎日放送） - MC
- 陣内&ヒロミのM'sな夜（1995年10月 - 1996年3月、TBS） - MC・冠番組
- 前略ヒロミ様（1996年4月 - 9月、フジテレビ） - MC・冠番組
- 川柳役者（1996年4月 - 1997年3月、TBS） - MC
- ビートたけしのTVタックル（1996年4月8日 - 1998年3月30日、テレビ朝日） - パネラー
- ザ・BINGOスター（1996年4月19日 - 1997年3月21日、テレビ東京） - MC
- Apa ヒロミの大人の遊び方（1996年10月 - 1997年9月、フジテレビ） - MC・冠番組
- 神様!!BOMB!（1996年10月3日 - 1997年9月25日、中京テレビ） - MC
- 上岡・ヒロミの花も嵐も（1996年10月13日 - 1997年9月28日、フジテレビ） - MC・冠番組
- 発掘!あるある大事典（1996年10月27日 - 2004年3月28日、関西テレビ） - MC
- U・S（1997年4月4日 - 1999年9月30日、日本テレビ） - MC
- ビリビリさせて（1997年10月2日- 1998年3月26日、日本テレビ） - MC
- ふぞろいの大人たち → ふぞろいの天使たち（1997年10月13日 - 1998年9月26日、フジテレビ） - MC
- だんトツ!!平成キング（1997年11月2日 - 1998年3月1日、日本テレビ） - MC
- ろみひー（1998年4月1日 - 2003年3月31日、中京テレビ） - MC・冠番組
- 8時だJ（1998年4月5日 - 1999年9月22日、テレビ朝日） - MC
- 集まれ!ナンデモ笑学校 → 志村けん・ヒロミの集まれ!ナンデモ笑学校（1998年10月 - 1999年3月、テレビ東京） - MC・冠番組
- ラスチャン（1998年10月 - 1999年9月、テレビ朝日） - MC
- 神出鬼没!タケシムケン（1999年5月30日 - 2000年2月13日、テレビ朝日） - 準レギュラー
- SNOW BEAT（1999年10月2日 - 2000年3月25日、テレビ東京） - MC
- ヒロスポ! Hiromi Sports factory（1999年10月6日 - 2000年9月27日、テレビ東京） - MC・冠番組
- 輝け!ソングラ天国 → ソングラ（2000年4月7日 - 2001年3月31日、テレビ東京） - MC
- 喝!リベンジナイト（2000年4月8日 - 9月30日、テレビ東京） - MC
- 卵の館（2000年4月13日 - 10月15日、フジテレビ） - MC
- THE!おいしい番組（2000年4月13日 - 2001年3月14日、毎日放送） - MC
- THE限定品（2001年1月7日 - 3月18日、フジテレビ）  - MC
- おすと!?ワールド（2001年4月 - 12月、BS-i） - MC
- うぇ～ぶ!（2001年4月4日 - 9月26日、テレビ東京） - MC
- 東京天使（2001年4月14日 - 2003年9月18日、フジテレビ） - MC
- 小さな恋みつけた。（2001年4月18日 - 6月27日、毎日放送） - MC
- サタッぱち 古舘の日本上陸 → サタッぱち 古舘の買物ブギ!!（2001年10月27日 - 2002年9月14日、テレビ朝日） - パネラー
- 遊ワク☆遊ビバ!（2003年9月7日 - 2004年3月28日、日本テレビ）
- ワラッタメ天国（2012年11月18日 - 2013年3月24日、フジテレビ） - 準レギュラー
- してみるテレビ!教訓のススメ（2014年4月25日 - 2015年3月20日、フジテレビ） - 準レギュラー
- ディープガール（2014年7月10日 - 9月18日、フジテレビ） - MC
- 前略、月の上から。（2014年10月15日 - 2015年9月18日、フジテレビ） - MC
- ワイドナショー（2014年10月26日 - 2015年2月15日・7月12日 - 2024年、フジテレビ）- 不定期出演
- ニュースな晩餐会（2014年12月7日 - 2015年8月9日、フジテレビ） - パネラー
- 白熱ライブ ビビット（2015年3月30日 - 2016年9月30日、TBS） - 金曜レギュラー
- 美女たちの日曜日（2015年4月5日 - 6月28日、テレビ朝日） - MC
- おじゃMAP!!（2015年4月8日 - 12月23日、フジテレビ） - 準レギュラー
- ダウンタウンなう（2015年4月17日 - 8月14日、フジテレビ） - 準レギュラー
- バイキング → バイキングMORE（2016年4月5日 - 2022年3月29日、フジテレビ） - 火曜レギュラー
- 珍種目No.1は誰だ!? ピラミッド・ダービー（2016年4月24日 - 2018年3月11日、TBS） - 準レギュラー
- ウチのガヤがすみません!（2017年4月4日 - 2021年9月28日、日本テレビ） - MC
- 東大王（2017年4月30日 - 2024年9月18日、TBS） - MC
- 火曜サプライズ（2018年10月23日 - 2021年3月23日、日本テレビ） - MC
- ヒロミ・みやぞんの明日すぐに友達になりたいアスリート アス友（2018年11月24日 - 2021年7月10日、中京テレビ） - MC・冠番組
- アオハル (青春) TV（2019年1月27日 - 8月18日、フジテレビ） - MC
- ヒロミ・指原の“恋のお世話始めました”（2020年10月30日 - 2023年9月29日、テレビ朝日） - MC・冠番組[36]
- スッキリ（2021年4月 - 2023年3月、日本テレビ） - 火曜コメンテーター
- 銀座ゴルフ倶楽部 presented by テーラーメイド（2021年4月24日 - 2023年10月7日、ゴルフネットワーク） -  MC[37]
- 実況!ニジプロ2（2023年10月7日 - 12月16日、日本テレビ / 12月23日（特別版）、日テレプラス）
- THE MC3（2024年10月21日 - 12月9日、TBS） - MC

特番
現在
- ウチのガヤがすみません!（2015年6月7日 - 2017年1月15日・2023年8月1日 - 、日本テレビ）- MC
- 24時間テレビ 愛は地球を救う（2013年8月23日 - 、日本テレビ）[注 3]
- ヒロミの集結!スゴ腕カリスマバイヤーズ（2019年7月6日 - 、フジテレビ） - MC・冠番組
- 一攫千金!宝の山（2021年11月16日 - 、日本テレビ） - 最高顧問
- 発表!今年イチバン聴いた歌 〜年間ミュージックアワード〜（2022年12月28日 - 、日本テレビ）- パネラー
- ヒロミのおせっ買い!（2023年12月17日 - 、日本テレビ） - MC・冠番組

過去
- 爆笑!迎春ブッちぎり 所ジョージのオールスター自動車レース大賞（1991年1月1日、TBS）-「オールスターキャノンボール大会」 レーサー
- 史上最高そっくり大賞（1992年12月26日 - 1994年、日本テレビ）- 司会
- 笑っていいとも!特大号（1992年12月28日 - 1997年12月24日、フジテレビ）
- 欽ちゃんの仮装大賞（1993年5月6日・1994年1月1日・2017年1月21日・2019年2月2日、日本テレビ） - 審査員→参加者→審査員
- スーパークイズスペシャル（1993年10月6日 - 1996年3月21日、日本テレビ）
- '94お正月だよ!美人女子アナ大宴会（1994年1月3日、フジテレビ）- 司会
- さんま・所のオシャベリの殿堂（1994年6月25日・1996年1月20日、日本テレビ）
- FNS総力スペシャル1億2500万人の平成夏休みバラエティー（1994年7月24日、フジテレビ） - サブMC
  - 1億2500万人の超夢列島 そのうちなんとか23時間（1995年7月15日・16日、フジテレビ） - サブMC
  - FNS27時間テレビ にほんのれきし（2017年9月9日、フジテレビ）-「ホンマでっか!?TV」パネラー
- 新春欲望クイズ 女は度胸男はIQ（1995年1月5日、フジテレビ） - MC
- ものまねバトル（1995年3月18日 - 2009年1月4日、日本テレビ） - MC
- 水曜特バン!「ヒロミ上岡のチビッコ超アブナイ課外授業」（1995年6月7日、テレビ朝日） - MC・冠番組
- 裏番組をブッ飛ばせ!!'95大晦日スペシャル（1995年12月31日、日本テレビ） - 司会
- 芸能界大ボケだらけの天才クイズ王決定戦（1996年1月6日、フジテレビ） - MC
- 火曜ワイドスペシャル（フジテレビ）
  - 加トちゃん・ヒロミのクイズ! スターの素顔裏顔（1996年7月16日） - MC・冠番組
  - 娘はやらんぞ!私達、結婚を反対されてますカップル大集合!!（1996年8月6日・1997年1月14日） - MC
- 金曜メガTV「所さんのあんたが一番エライ!仰天!びっくり番付」（1997年1月31日、フジテレビ） - サブMC
- 超特大バラエティー!!タケちゃんのFNS'97 こんな事で日本は熱く!ワクワク!燃えちゃったスペシャル!!（1997年12月31日、フジテレビ）- 「たけし・ヒロミの失楽園」「小園道場」司会
- 強力!木スペ120分「ドキッ!丸ごと水着 女だらけの水泳大会」（1998年3月12日、フジテレビ） - MC
- ビートたけしの禁断の大暴露!!超常現象(秘)Xファイル（1998年12月31日 - 2001年12月31日、テレビ朝日）- サブMC
- ヒロミのアメリカ縦断6000km!!ミシシッピ川激励の川下り15日間!汗と涙（1999年1月3日、テレビ朝日） - 冠番組
- '99超豪華オールスター総出演 満開春祭り（1999年3月20日、テレビ朝日） - 総合司会
- スーパースペシャル「オールスターものまねアカデミー大賞」（1999年7月24日・2000年7月1日、日本テレビ） - 司会
- ボキャTV 限りなくボキャブラに近い天国 お笑いサバイバル温泉ツアー大作戦!!（1999年10月2日、フジテレビ） - MC
- 年末ジャンボ生特番!憲武・ヒロミとゆかいな仲間がテレビでやりたかったこと50（1999年12月28日、朝日放送） - MC・冠番組
- 徳光&ヒロミのがんばれ家族!! （2000年4月10日、テレビ東京） - MC・冠番組
- 親バカ研ナオコに喝!真夏ケアンズでヒロミの男塾（2000年5月21日、日本テレビ） - MC・冠番組
- 豪華ゲストの皆様へ 所・憲武・ヒロミのこんな番組ダメですか?（2000年12月26日、テレビ朝日） - MC・冠番組
- ナオコ・ヒロミ&ものまね軍団の吉幾三様ご接待豪華温泉ツアー（2000年12月31日、日本テレビ） - MC・冠番組
- ヒロミ&花田勝の釣りバカチューボー隊 冬のグルメ満載 ヒロミvs花田勝 鍋料理対決（2001年1月4日、日本テレビ） - 冠番組
- ニュースの女王決定戦（2001年12月27日・2002年3月27日、日本テレビ） - 司会→審査員
- プロ野球12球団対抗ボウリング大会!（2002年1月3日、テレビ東京） - 司会
- ヒロミのスノートリップin北海道 2002 ファーストパウダーを求めて（2002年1月3日、テレビ東京） - 冠番組
- コネクエ Connection Quest（2003年12月29日、フジテレビ） - MC
- ニューカマーズ「呉越同席」（2004年5月15日、フジテレビ） - MC
- 浩市・貴一・ヒロミも大興奮!超豪華アスリート総出演!!木梨憲武メジャー制覇の旅（2004年6月13日、テレビ朝日） - 冠番組
  - 憲武・浩市・貴一・ヒロミの世界殿堂に挑戦するぞ!SP（2004年7月14日、テレビ朝日） - 冠番組
  - 憲武・浩市・貴一・ヒロミの世界最高峰を体感SP 〜僕たちの全英オープン〜 （2004年12月25日、テレビ朝日） - 冠番組
- 男盛りは遊び盛り! ヒロミ・保坂・花田が行く父と子の海外旅行下見ツアー!（2004年7月18日、テレビ朝日） - 冠番組
- ナニワの芸人が闘魂注入!高田・ヒロミ・勝俣が頼むから堪忍してくれ大接待SP（2004年8月7日、読売テレビ） - MC・冠番組
  - 高田・ヒロミがフット・友近・南海・レギュラーの出る杭打ちに大阪まで来ました爆笑SP （2005年10月16日、読売テレビ） - MC・冠番組
- 現役教師1000人大告白!先生だって人間なんだ!（2004年8月28日 - 2007年7月3日、フジテレビ） - MC
- ウソ800（2004年9月4日、フジテレビ） - MC
- 日韓友情年スペシャル! 韓流スターに恋して（2005年2月11日、フジテレビ） - MC
- 親子で奮闘! 中学受験! 12歳の春に涙の花が咲くスペシャル!（2005年2月26日、フジテレビ） - MC
- ドスペ2「インビテーション ～怪しい招待状～」（2005年4月16日、テレビ朝日） - MC
- クイズ!どこまで知ってる?!北海道決定!女子大生クイーン（2007年2月13日、テレビ北海道） - MC
- ニッポン!超人ヒーロー発見伝（2010年11月28日、フジテレビ） - MC
- カキューン!!「有名人の情報 買い取り専門 笑う質屋」（2011年3月4日・11日、関西テレビ） - MC
- 木梨目線! 憲sunのHAWAII（2012年7月14日 - 2016年1月3日・2019年1月3日・2020年1月1日、BSフジ）
- バンクルワセ（2014年1月2日 - 10月6日、フジテレビ） - MC
- サンバリュ（日本テレビ）
  - 東京メモリーズ 〜あの時あの街であの仲間と〜（2014年2月9日） - MC
  - ザ!人間性ダービー（2014年11月2日） - MC
  - あの場所で待ってます（2016年11月6日・2017年3月5日） - MC
  - オー! マイゴッド! あなたは誰を信じますか?（2023年11月5日） - MC
- 明石家さんまの転職DE天職（2014年4月21日 - 2016年10月10日、日本テレビ）
- 芸能人ですよ旅（2014年6月8日 - 2015年10月5日、日本テレビ）
- 出没!ジャパンですよ。（2014年6月29日、毎日放送） - MC
- FLEX Show Aikawa RACING SPECIAL 激走アジア2200km 〜ヒロミが挑んだアジアクロスカントリー2014〜（2014年10月26日・11月2日、BSフジ） - 冠番組
- 日清食品 THE MANZAI 2014（2014年12月14日、フジテレビ）- 審査員
- 〜勝ち馬を探せ〜 有馬記念クリニック（2014年12月22日 - 26日、フジテレビ） - MC
- さんま&SMAP!美女と野獣のクリスマススペシャル（2014年12月23日・2015年12月22日、日本テレビ）
- ドッキリアワード（2015年1月2日 - 2017年1月2日、TBS）
- さんま・玉緒のお年玉あんたの夢をかなえたろかスペシャル（2015年1月11日・2021年1月10日、TBS）
- ABCお笑いグランプリ（2015年1月18日、朝日放送） - 審査員
- 映っちゃった映像GP（2015年1月27日 - 2018年6月30日、フジテレビ） - MC
- オバケSUN「ハッとしたノートの会 〜人生がちょっと楽しくなる気づき〜」（2015年2月15日、中京テレビ） - MC
- おなまエンターテインメント ナゾ解き!マイネーム（2015年3月11日・7月3日、TBS） - MC
- 耳が痛いテレビ（2015年3月19日 - 12月16日、日本テレビ）- オペレーター
- 最強No.1決定戦 マジック王（キング）（2015年5月16日、テレビ朝日） - MC
- ノリタケ・フミヤ・ヒロミが行く! キャンピングカー合宿〜出会い・ふれあい・幸せ旅〜（2015年6月13日・2016年6月12日、フジテレビ） - 冠番組
  - 憲武 フミヤ ヒロミの突撃! 仲間のスターん家（2023年9月28日、フジテレビ） - 冠番組
- スパニチ!!（TBS）
  - 日本を今一度洗濯し候。（2015年6月14日） - MC
  - 世の中ナメてました!!反省します 感謝×女子（2015年6月28日） - MC
- ヒロミ&ジュニアの一体ナンなんだ!?発表会（2015年6月21日、中京テレビ） - MC・冠番組
  - ずっと引っかかってました。〜ヒロミ&ジュニア 心のとげぬき屋〜（2016年4月12日、中京テレビ） - MC・冠番組
- 歌がうまい王座決定戦スペシャル（2015年7月17日・2016年5月20日、フジテレビ） - MC
- やっちまったtv（2015年8月23日 - 2016年9月11日、フジテレビ） - MC
- ディノス特番（フジテレビ）
  - 秋のサキドリMONOツアーズ（2015年9月12日・2016年9月10日） - MC
  - ヒロミのヒットのヒミツ（2020年4月25日・11月21日） - MC・冠番組
- 笑いのゴッドファーザー オレたちに頭を下げさせろ（2015年10月5日、日本テレビ）- 審査員
- ヒロミのファン総会（2015年10月9日、テレビ朝日） - MC・冠番組
- 棚からボタ餅TV（2015年12月2日、TBS） - MC
- つっこみ!THE ワールド（2015年12月25日、テレビ東京） - MC
- 十八番で勝負!!新春!オールスター対抗歌合戦（2016年1月1日、フジテレビ）- 西軍司会
- 余談大賞（2016年1月2日・12月28日、TBS）
- R-1ぐらんぷり（2016年3月6日 - 2018年3月6日、関西テレビ） - 審査員
- さんまの東大方程式（2016年3月13日 - 2017年9月27日、フジテレビ）
- ヒロミの八王子リホームSP（2016年3月20日、BS日テレ） - 冠番組
- 超ニッポン好き外国人No1決定戦 クイズジャポン（2016年6月19日、テレビ朝日） - MC
- あそびの学校 ヒロミが教える大人ライフ（2016年8月24日、BS朝日） - MC・冠番組
- 歌ネタ王決定戦（2016年9月7日 - 2021年9月29日、毎日放送） - 審査員
- 芸能人が本気で考えた!ドッキリさせちゃうぞGP（2016年10月15日 - 2018年4月6日、フジテレビ） - ドッキリクリエイター
- 怒りの追跡バスターズ（2016年11月6日 - 2021年12月1日、TBS） - 追跡バスターズ2号
- 衝撃のアノ人に会ってみた!（2016年11月11日 - 2018年6月14日、日本テレビ）
- マネーハウス ～金銀銅の錬金術～（2016年12月29日、フジテレビ） - MC
- 愛されママGP2017 〜ママたちの芸能界生き残りバトル〜（2017年2月12日、東海テレビ） - MC
- 世界動物スクープ2017（2017年3月12日、TBS） - MC
- 大人のワイドショー（2017年3月26日 - 2018年1月2日、日本テレビ） - ゲスト→MC
- ドッキリクエスチョン 〜本音頂きました〜（2017年3月30日、フジテレビ） - MC
- 金曜プレミアム「訂正させてください」（2017年3月31日・2019年3月15日、フジテレビ） - ご意見番
- ネプチューンの何でそんな事言ったの?TV（2017年6月12日、日本テレビ）
  - ザ・発言X あの言葉で人生が劇的に動いた!!（2018年6月20日、日本テレビ）
- 憧れの仕事やってみました!日本×海外の人生交換（2017年7月3日・12月26日、関西テレビ） - MC
- ヒロミのその節はお世話になりました（2017年11月18日、日本テレビ） - MC・冠番組
- 有吉ゼミ特別編（日本テレビ）
  - 「ヒロミ、自宅を作る。」完成披露SP 八王子リフォーム6か月完全密着（2017年11月20日） - 冠番組
  - 「ヒロミ、キャンプ場を作る。」お披露目SP（2023年10月9日）  - 冠番組
- マジか!その後の人生 栄光を掴んだ天才達 今を大追跡SP（2017年12月5日・2018年6月5日、テレビ東京） - MC
- 女芸人No.1決定戦 THE W（2017年12月11日 - 2021年12月13日、日本テレビ） - 審査員
- 坂上忍のどうぶつ珍プレー好プレー大賞（2017年12月19日、フジテレビ） - 審査員
- ネクストブレイク「オヤゴエ 〜親の背中を越えてゆけ〜」（2018年1月27日、日本テレビ） - MC
- 歌のゴールデンヒット（2018年2月12日・2020年2月10日、TBS）
- 青春アオハルTV（2018年4月29日・9月30日、フジテレビ） - MC
- 無駄だと思ったら…実はスゴかった! 〜世代ギャップ前向き解消バラエティ〜（2018年5月26日、テレビ東京） - MC
- ヒロミ☆あさこシリーズ（2018年8月4日 - 2023年7月15日、日本テレビ） - MC・冠番組
- 平成生まれ3000万人!そんなコト考えた事なかったクイズ（2018年8月28日、朝日放送） - MC
- 超ド級!世界のありえない映像大賞（2018年9月25日・2020年8月22日、フジテレビ） - 審査委員長
- 船から見たニッポン 〜東京シークレットクルーズ〜（2018年9月27日、フジテレビ） - MC
- ヒロミーティング 〜またTVでいじりたい人たち〜（2018年10月7日 - 2019年4月22日、日本テレビ） - MC・冠番組
- 立派なお家にピンポンしてみた（2018年10月17日、TBS） - ご意見番
- 超豪華!!最初で最後の大同窓会!8時だJ（2018年12月29日、テレビ朝日） - MC
- どうしてこうなった?（2018年12月30日、テレビ朝日） - MC
- 関口宏の東京フレンドパーク ドラマ大集合SP!!（2019年1月1日・2020年1月1日、TBS） - 「バラエティチーム」メンバー
- イマドキ親子の事件簿（2019年1月2日、毎日放送） - ご意見番
- クーリングオフ型ネタ見せ番組 金返せショー（2019年2月2日、フジテレビ） - MC
- サキドリ 〜ナレーション先に録っちゃいました〜（2019年4月21日、東海テレビ） - MC
- 調べるJ（2019年7月20日・12月27日、テレビ朝日） - MC
- ウマい!安い!おもしろい!全日本びっくり仰店グランプリ（2019年8月19日・2020年5月22日、中京テレビ） - MC
- 黄色いハンカチ突撃隊（2019年10月19日・2021年8月8日、フジテレビ） - MC
- おもセン 〜芸能人先生の本気おもしろ授業ランキング〜（2021年5月22日、フジテレビ） - MC
- 火曜サプライズ（2021年7月6日・2022年1月1日、日本テレビ）- MC
- 水曜NEXT!「東京ブロードウェイ」（2021年9月1日・8日、フジテレビ） - MC
- 「アス友」再会SP 〜ヒロミ&みやぞんがオリンピアンの願いかなえます〜（2021年9月25日、中京テレビ）- MC・冠番組
- 発見!ニッポンの神業スペシャル!（2021年10月29日 - 2024年1月20日、BS日テレ） - MC
- 土曜プレミアム（フジテレビ）
  - ドラフトコント（2021年11月27日・2022年11月19日）- 審査員
  - 名曲!ジェネチェンFES（2023年3月18日） - MC
- ヒロミの八王子会SP（2022年2月13日 - 2024年1月27日、BS日テレ） - 冠番組
- 土曜☆ブレイク（TBS）
  - マネーハンター（2022年2月19日） - 捜査リーダー
  - ギャル7（2022年8月6日） - MC
- ギリギリのギリ（フジテレビ、2022年5月4日・9月17日）- MC
- 学校中を笑わせよう!（2022年8月4日 - 11月11日、TBS） - MC
- THEプラチナリスト 〜スターが生まれた伝説の名簿〜（2022年9月18日・2023年5月28日、TBS） - MC
- 鉄道博物館 お宝フィルムが語る 知られざるニッポン（2022年10月15日、NHK総合） - MC
- 世界ラリー日本大会 ラリージャパン（2022年11月13日・2023年11月19日、テレビ朝日） - MC
- 笑って年越したい!笑う大晦日（2022年12月31日・2023年12月31日、日本テレビ）- 審査員→パネラー
- 世界の結婚式に参列してみました!（2023年3月3日・10月7日、NHK BSプレミアム→NHK総合） - MC
- 日テレ系人気番組 春秋のコラボSP!（2023年4月1日・10月21日、日本テレビ）
- NHKスペシャル（NHK総合）
  - “男性目線”変えてみた 性差医療の最前線・同じ病でも男女に違い!?（2023年4月29日）
  - 老いる日本の“住まい” （2023年10月1日・8日）
- 金のツカミ（2023年10月8日・2024年4月2日、日本テレビ）- 審査員
- 相葉ヒロミのお困りですカー?（2023年12月31日 - 2025年5月28日、テレビ朝日） - 冠番組
- 大好物の大好物 あなたのNo.1グルメ探します（2024年1月3日、フジテレビ）- MC
- 超初心者たちの上達バトル 決戦は100日後（2024年1月13日、TBS） - MC
  - 世界の匠が“技術”で激突 決戦!タイガー&ドラゴン（2024年9月21日、TBS）- MC
- ヒロミ・カレンに挑戦状 新潟vs東京 目指せ!首都移転（2024年2月9日、テレビ新潟） - 冠番組
- THE MC3（2024年5月6日、TBS）- MC
- 土曜スペシャル 「女のTHE共通テン」（2024年5月18日、フジテレビ） - MC
- 空き家のススメ!（2024年7月9日、BSフジ） - MC
- クロミのヒロミ（2024年10月12日、フジテレビ） - 冠番組
- 月バラナイト「海をまるっと遊びつくせ 進め!ヒロミ丸」（2024年11月11日・18日、TBS） - 船長・冠番組
- クイズタイムリープ（2024年12月29日・2025年8月20日、日本テレビ）- 青チーム リーダー
- 憲武・ヒロミの新春オールスター誰がイチバン上手いんだ?最強ゴルフトーナメント（2025年1月5日、フジテレビ）- 冠番組
- WHY?ニッポンハネムーン（2025年2月21日、南海放送）- MC
- 職人たちのチカラ飯（2025年3月23日、テレビ東京）- MC
- ヒロミが解決!八王子リホーム（2025年6月23日、日本テレビ） - 冠番組
- THEグルメDAY（2025年9月、日本テレビ）- MC

### ラジオ番組
- ヒロミのざけんじゃナイト（1994年10月22日 - 1995年4月1日、TBSラジオ） - パーソナテリティ・冠番組
- 独占!ヒロミ倶楽部（1995年4月15日 - 10月7日、TBSラジオ） - パーソナテリティ・冠番組
- ヒロミのEじゃんYOH（1995年10月14日 - 1996年4月6日、TBSラジオ） - パーソナテリティ・冠番組
- ヒロミのオールナイトニッポン（1997年6月20日、ニッポン放送） - パーソナテリティ・冠番組
- ゴッドアフタヌーン アッコのいいかげんに1000回（2017年 - 2023年、ニッポン放送） - 12月毎年年間最後のゲスト

### Web番組
- ヒロミの“ヒロはまだ50だから〜”（2015年7月18日、ニコニコ生放送） - MC
- ヒロミのバイク解体SHOW（2016年3月16日・4月20日・5月20日、ニコニコ生放送） - MC
- いつでも!どこでも!地上波で出来ない!（2019年1月25日、AbemaTV） - MC
- 和田アキ子 史上初の誕生会生中継（2019年4月10日、AbemaTV） - ディレクション[38]
- 芸人代理戦争（2019年4月29日、AbemaTV） - オーガナイザー[39]
- ヒロミ・指原の“恋のお世話始めました”（2020年10月30日 - 2023年9月29日、AbemaTV） - MC
- ガチバトGOLF（2022年1月4日・2月4日・3月4日、YouTube[40][41][42]・U-NEXT）

### ドラマ
- クリスマス・イブ（1990年10月12日 - 12月21日、TBS） - 前川杉作 役
  - クリスマス・イブからはじめよう（1991年10月4日、TBS） - 前川杉作 役
- アリよさらば（1994年4月15日 - 7月1日、TBS） - 山中仙一の元教え子 役
- エリアコードドラマ 「TV局物語 今にみてろ」（1995年7月 - 9月、北海道テレビ放送） - 主演
- 彼（1997年1月7日 - 3月18日、関西テレビ） - 大沢燐一 役
- プロデューサーになりたい（1997年4月4日、TBS） - 夏目 役
- てっぺん（1999年7月8日 - 9月16日、テレビ朝日） - 村木佑介 役
- お前の諭吉が泣いている（2001年1月11日 - 3月15日、テレビ朝日） - 大平高明 役
- 新・桃太郎侍（2006年7月25日 - 9月5日、テレビ朝日） - 蓑吉 役
- そして、誰もいなくなった（2016年7月17日 - 9月11日、日本テレビ） - 田嶋達生 役

### 映画
- ふざけろ!（1991年、松竹） - 主演・村上薫 役（主演・B21スペシャル）
- 中指姫 俺たちゃどうなる?（1993年、松竹）
- 30 - thirty -（1997年、パル企画） - レストランのスタッフ 役
- 調布空港（2006年、ネオ・インデックス）
- シャーロットのおくりもの（2006年、UIP） - ガチョウのゴリー 役（吹き替え）

### オリジナルビデオ
- 平成恋愛大図鑑 日本一パンツを脱がない男（1991年、バンダイビジュアル） - 主演・六郎 役
- 実録・名古屋やくざ戦争 統一への道（2003年、GPミュージアム） - 桂木亮介 役

### CM
- ウイルソン - 超防水
- NTTドコモ - ドコモのインフォ
- 大塚製薬 - ポカリスエット「フーパーダム」篇
- JOMO（現：ENEOS）
- 住友物産 - リンクス
- ソフトバンクモバイル - 「ご当地」篇 - 妻の松本と共演
- 東洋水産 - ホットヌードル
- トヨタ - カローラ
- 日本スポーツ振興センター - toto
- ライオン - スマイルVin
- ライブドア
- ロート製薬
- バンダイナムコエンターテインメント「アイドルマスター ミリオンライブ! シアターデイズ」 - 「箱崎星梨花篇」 / 「望月杏奈篇」（2018年6月 - ）[43]
- サントリー「金麦 ゴールド・ラガー」（2019年 - 2021年） - 小池栄子、長嶋一茂と共演
- トリアイナ 宅配買取コヤッシュ（2020年2月16日 - ） - 松本伊代と共演[44]
- アフラック生命保険（2020年） - 妻の松本と共演
- カゴメ「スルフォラファン」（2020年12月5日 - 2021年）
- まるか食品「ペヤング ソースやきそば」（2021年3月 - ） -   サンドウィッチマン、妻の松本と共演
- ニッカホーム ニッカのリフォーム「変わってんね」篇（2021年4月1日 - ）[45]
- キリンビール キリン一番搾り 糖質ゼロ「私がみつけた、おいしいビール。 ヒロミ」篇（2022年1月） - ＷEBCM
- 大阪ガスケミカル「キシラモン・タケロック」（2022年3月 - ） - イメージキャラクター
- ふかや花園プレミアム・アウトレット（2022年9月） - アンバサダー
- ブランジスタエール「ACCEL JAPAN」（2022年10月 - ） - アンバサダー
- RCL探偵事務所（2022年11月 - ）
- 買取専門店 キングラム（2023年2月 - ）
- 経済産業省「中小企業庁」（2023年3月 - ）
- 自動車求人センター（2023年7月 - ）
- 福井県信用農業協同組合連合会「福井の新米グレードキャンペーン」（2023年8月）
- 経済経営研究所（2023年12月 - ）
- カルバン「スタットレスタイヤセール」（2023年12月 - ）
- 豊和銀行（2023年12月 - ）
- ene未来「enemic」（2024年3月 - ）

## ディスコグラフィ

### DVD
- 163 channel 時遊人 DVD「ReSTART vol.1」（2010年8月30日、ビィーカンパニー）

### CD
The Flying Oysters featuring HIROMI
- シングル「振り向け」（1996年8月7日、東芝EMI TODT-3807）

1. 振り向け （作詞：阿木燿子、作曲：宇崎竜童）
2. 青春すきま風 （作詞・作曲：宇崎竜童） - ダウン・タウン・ブギウギ・バンドのカバー

THE ヒロミと茶番
- シングル「ビンテージ」（2001年2月8日、J-1・REC/PIONEER LDC JOCL-0006）

1. ビンテージ
2. 人間バカ

- シングル「イッテコイノチャラ」（2001年7月18日、J-1・REC/PIONEER LDC JOCL-0008）

1. イッテコイノチャラ
2. 奇跡の起し方

ヒロミ
- 「神様との約束/八王子のうた」（2022年3月16日、ビクターエンタテインメント VICL-37625）[46][47][48] - 68位

### 配信
藤井フミヤ＆憲武とヒロミ
- 「友よ」（2015年6月3日 - 、フジメロ） - フジテレビ「ノリタケ・フミヤ・ヒロミが行く! キャンピングカー合宿〜出会い・ふれあい・幸せ旅〜」番組テーマソング

木梨憲武&ヒロミ&所ジョージ
- 「空を見上げた」（2023年12月6日、YVS Records）
- 「いちにちごとに」（2024年2月6日、YVS Records）

ヒロミ
- 「多摩地域南部の唄」（2024年2月6日、YVS Records）

### 未発売曲
ヒロミ
- 八王子工務店の唄 feat. 木梨憲武, 所ジョージ

## 著書
- びびってんじゃねえよ! 暴走族恋愛論（1994年6月、扶桑社）
- ヒロミのスノーボードやろうぜ!!（1997年11月、トランスワールドジャパン）
- 時遊人 - ヒロミ流 遊びの教本 -（2009年10月、Bbmfマガジン）
- いい訳しない生き方（2015年9月、ロングセラーズ）
- 小休止のすすめ（2019年1月、SBクリエイティブ） - 藤田晋との共著

## レース戦績

### 全日本GT選手権/SUPER GT
| 年     | チーム         | 使用車両              | クラス | 1       | 2      | 3       | 4      | 5       | 6       | 7      | 8   | 9      | 順位 | ポイント |
| ------ | -------------- | --------------------- | ------ | ------- | ------ | ------- | ------ | ------- | ------- | ------ | --- | ------ | ---- | -------- |
| 2004年 | TEAM GAIKOKUYA | ポルシェ・911 GT3     | GT300  | TAI Ret | SUG 23 | SEP 20  | TOK    | TRM 18  | AUT 23  | SUZ 24 |     |        | NC   | 0        |
| 2006年 | JIM GAINER     | フェラーリ・360モデナ | GT300  | SUZ 19  | OKA 16 | FSW Ret | SEP 14 | SUG Ret | SUZ Ret | TRM 19 | AUT | FSW 22 | NC   | 0        |